# Abbaye de Crozet
L'abbaye de Crozet, également appelée Our Lady of the Angels Abbey est une abbaye de moniales trappistines située à quelques kilomètres au nord de Crozet, en Virginie.
Fondée en 1987, la communauté est la plus récente fondation cistercienne des États-Unis.

## Site de l'abbaye
L'abbaye est située au centre de la Virginie, à une altitude assez basse d'environ deux cents mètres, mais entourée de collines culminant à 950 mètres au Bucks Elbow Mountain.

## Histoire

### Fondation et toponymie
Le monastère de Crozet est fondé par six religieuses de Wrentham (en) en 1987. Le nom « Angels » est donné non seulement en l'honneur de Marie, dite « reine des anges », mais également pour honorer l'abbesse de Wrentham, qui se prénomme Angela. C'est la plus récente fondation cistercienne aux États-Unis.
L'abbaye est fondée à l'emplacement d'une ancienne ferme où était pratiquée la culture du tabac, et nommée Landsdale. La ferme est utilisée comme grange à foin et à blé par les religieuses. La fondation officielle a lieu le 1er mai 1987.

### Développement
En 2015, la communauté compte treize sœurs et une novice. Un aumônier est en outre présent, détaché de l'abbaye de Huntsville.

### Liste des responsables
- Veronica Sweeney, supérieure du 31 mai 1987 au 25 mars 1992
- Marion Rissetto, supérieure de 1992 à 1997, puis prieure de cette date jusqu'au 5 mars 2017
- Kathy Ullrich, prieure depuis 2017[4]

## Vie de la communauté
Les trappistines vivent de l'agriculture. Elles profitent de la douceur et de l'humidité du climat pour se lancer dans le maraîchage, ont également démarré la pisciculture ainsi que l'élevage de canards et d'oies. Une laiterie subsistant de l'ancienne ferme a été relancée et permet aux sœurs de produire et de vendre du gouda.
Les postulantes doivent être âgées de vingt à quarante ans maximum,.

## Architecture
Les bâtiments ont été conçus pour pouvoir à terme héberger une communauté de vingt-quatre sœurs. Au cours des années 2010, les religieuses réalisent de nombreux travaux d'agrandissement, pour créer notamment un stationnement, un centre d'accueil et un magasin monastique destinés aux visiteurs, une loge pour la sœur portière, mais aussi le nouveau chœur des trappistines, le sanctuaire, la chapelle des invités, une bibliothèque et un parloir.